# Ohio
Ohio er en delstat i USA, der grænser til delstaterne Pennsylvania mod øst, Michigan mod nordvest, Indiana mod vest, Kentucky mod syd og West Virginia mod sydøst. Columbus er delstatens hovedstad og folkerigeste by, mens andre vigtige byer er Cleveland, Toledo og Cincinnati. Ohio blev optaget som USA's 17. delstat den 1. marts 1803.

## Historie
Som det meste af det, som i dag er USA, var Ohio først befolket af indianere. Irokeserføderationen førte krig mod flere andre grupper og vandt Ohio-området som sine jagtmarker. 
I det 18. århundrede opbyggede Frankrig et system af handelsposter i området for at kunne kontrollere handelen mellem europæerne og indianerne. I 1754 brød den franske og indianske krig mellem Storbritannien og Frankrig ud, og som et resultat af Pariserfreden overgav Frankrig i 1763 kontrollen over det nutidige Ohio til Storbritannien. I 1783 opgav Storbritannien kravene over området, som herefter overgik til USA som en del af USA's Nordvest-territorium, der blev opdelt i enkeltdelstater i begyndelsen af 1800-tallet. I forbindelse med udskillelsen af Ohio fra Nordvestterritoriet gjorde Connecticut krav på området Connecticut Western Reserve, men området blev ved afgørelse fra Connecticut Land Company tilknyttet Ohio. Den 1. marts 1803 blev Ohio USA's 17. delstat.

## Politik
På føderalt plan repræsenteres Ohio af 2 senatorer og 18 repræsentanter. Den delstatslige, lovgivende forsamling består af et senat med 33 medlemmer og et hus med 99 medlemmer.
I delstatspolitikken har Ohio siden tidligt i 1990'erne været kontrolleret af republikanerne. Demokraten Ted Strickland erobrede imidlertid guvernørembedet ved valget i 2006. Republikanerne har fortsat flertal i begge kamrene i delstatsforsamlingen; i senatet er styrkeforholdet 21-12, i huset 53-46 og guvernøren er Republikaneren Mike DeWine.
På føderalt niveau bliver Ohio regnet som en svingstat, men republikanerne ligger noget foran her også. Demokraterne og republikanerne har en senator hver, mens 11 af de 18 pladser i repræsentanternes hus besiddes af republikanere. Demokraterne har støtte i nordlige dele af Ohio, mens republikanerne står stærkest i syd.
Til præsidentvalg er Ohio altid i fokus, da delstaten nemt kan udgøre tungen på vægtskålen: "As Ohio goes, so goes the country" (hvad Ohio vælger, vælger landet også). Ohio er den delstat, der i størst grad stemmer på den samme præsidentkandidat som USA i sin helhed. Siden 1964, med undtagelse af 2020, har sejrherren i Ohio også vundet præsidentvalget.

## Geografi
Ohio regnes som den østligste af midtveststaterne. Ohios sydlige grænse går langs Ohiofloden og en stor del af den nordlige grænse langs Lake Erie. Der er også grænser mod Pennsylvania, Michigan, Indiana, Kentucky og West Virginia.
En stor del af delstaten udgøres af gletsjerskabte sletter, og især den nordvestlige del er særlig flad, mens der er mere kuperet i sydøst. De vigtigste vandløb er udover Ohiofloden Cuyahoga River, Great Miami River, Maumee River, Muskingum River og Scioto River. De nordlige floder har afløb til Lake Erie og dermed Saint Lawrence-floden og Atlanterhavet, mens de sydlige floder når den Mexicanske Golf via Ohio-floden og Mississippi-floden.
Delstaten har et fugtigt kontinentalklima, men i de sydlige amter er der et fugtigt, subtropisk klima. Den højeste temperatur, der er registreret, er 45 °C, som blev målt i 1934, den laveste var -39 °C, målt i 1899.
Delstaten har 88 amter.

### Større byer
- Columbus – ca. 728.000 (2003)
- Cleveland – 461.000
- Cincinnati – 317.000
- Toledo – 309.000
- Akron – 212.000
- Dayton – 162.000

## Økonomi
Ohio regnes som en traditionel industristat med stor stålproduktion, samt maskin-, kemikalie-, og fødevareproduktion. Dele af Ohio omkring byer som Cleveland i nord regnes som en del af "rustbæltet", og disse områder har haft en nedgang i befolkningen, efterhånden som nedlukning af sværindustrien har tvunget folk til at flytte syd- eller vestpå.
Meget af Ohio er frugtbart med et varieret landbrug. Ohio har kvæg-, fjerkræ-, svine-, korn-, soja- og tomatproduktion.
Ohio har et stort universitetssystem med 13 statsuniversiteter, hvoraf Ohio State University er USA's tredjestørste universitet. Dertil det metodistiske Ohio Wesleyan University.

## Demografi
I 2006 havde Ohio et anslået befolkningstal på 11.478.006,
hvilket var en stigning på 124.861 siden 2000. Ohio har oplevet en forøgelse i den laotisk-amerikanske, thai-amerikanske, asiatisk-amerikanske og latinamerikanske befolkning. I 2004 var der 390.000 personer, der var født i udlandet, hvilket svarede til 3,4% af befolkningen.
De største ophavsgrupper i Ohio er tysk-amerikanere (25,2%), irsk-amerikanere (12,7%), britisk-amerikanere (9,2%), afroamerikanere (8,5%) og italiensk-amerikanere (6,0%).
Tysk ophav er det største i de fleste af Ohios amter, især i nordvest. Amerikansk og britisk ophav er også udbredt i staten, især i den sydligt centrale del af staten. Byerne Cleveland, Cincinnati og Dayton har store sorte befolkningsgrupper. Cincinnati og Toledo har betragtelige latinamerikanske befolkningsgrupper, mens Cleveland og Columbus har de største asiatiske befolkninger. Cleveland har et større jødisk samfund, og andre byer i Ohio, såsom Cincinnati, har også betydelige jødiske befolkningsgrupper.

## Ekstern henvisning
- Delstaten Ohios officielle hjemmeside

40°30′N 82°30′V / 40.5°N 82.5°V